# Капотости, Луиджи
Луи́джи Капото́сти (итал. Luigi Capotosti; 23 февраля 1863, Монте-Джиберто, Папская область — 16 февраля 1938, Рим, королевство Италия) — итальянский куриальный кардинал и ватиканский сановник. Епископ Модильяны с 8 апреля 1908 по 8 июня 1914. Титулярный архиепископ Терме с 22 января 1915 по 21 июня 1926. Секретарь Священной Конгрегации дисциплины таинств с 8 июня 1914 по 21 июня 1926. Апостольский про-датарий с 29 июля 1931 по 23 сентября 1933. Апостольский Датарий с 23 сентября 1933 по 16 февраля 1938. Камерленго Священной Коллегии Кардиналов с 1 апреля 1935 по 15 июня 1936. Кардинал-священник с 21 июня 1926, с титулом церкви Сан-Пьетро-ин-Винколи с 24 июня 1926.